# Juan Incháustegui
Juan Victoriano Incháustegui Vargas (Arequipa, 4 de marzo de 1938 - Lima, 16 de febrero de 2019) fue un ingeniero mecánico eléctrico y político peruano. Reconocido dirigente del partido político Acción Popular, ejerció como ministro de Industria y como ministro de la Presidencia durante el gobierno transitorio de Valentín Paniagua. Además fue senador de la república desde 1990 hasta 1992 y ministro de Energía y Minas en el segundo gobierno de Fernando Belaúnde Terry.

## Biografía
Nació en la ciudad de Arequipa, el 4 de marzo de 1938.
Realizó sus estudios escolares en el Colegio La Salle de la ciudad de Cusco. Luego ingresó a la Universidad Nacional de Ingeniería donde estudió la carrera de ingeniería mecánica eléctrica. Participó en el Programa de Alta Dirección de la Universidad de Piura y en el periodo 1981-1984 fue gerente general de Electroperú S.A.
En los 90s, ingresó como director a la empresa Cementos Pacasmayo. Fue también director ejecutivo y vicepresidente de TECSUP, así como miembro del Consejo Directivo de la Universidad de Ingeniería y Tecnología. Ingresó al Grupo Hochschild en el año 1986 y permaneció como director hasta enero del año 2015. Fue miembro del Consejo Directivo del Programa Innóvate Perú del Ministerio de la Producción del Perú.
En el año 2012, el Ministerio de Educación le otorgó las Palmas Magisteriales en el Grado de Amauta por su contribución a la educación, la ciencia y la cultura del Perú.

## Carrera política

### Ministro de Energía y Minas
El 19 de marzo de 1984, Incháustegui fue nombrado por el presidente Belaúnde como su nuevo ministro de Energía y Minas de su segundo gobierno, reemplazando al ingeniero José Benavides Muñoz.
Ese mismo año, Juan Incháustegui se inscribe como militante del partido Acción Popular.
Permaneció en el cargo hasta el final del gobierno en julio de 1985, siendo reemplazado por Wilfredo Huaita en el primer gobierno de Alan García.

### Elecciones de 1989
Para las elecciones municipales de 1989, Juan Incháustegui fue anunciado como candidato a la alcaldía de la Municipalidad de Lima por el Frente Democrático, coalición política conformada por los partidos Acción Popular, Movimiento Libertad y el Partido Popular Cristiano. Durante la carrera electoral, Incháustegui compitió contra el empresario Ricardo Belmont, candidato del Movimiento OBRAS, quien luego terminó venciendo a Incháustegui con la mayoría de votos.

### Senador de la República
En las elecciones de 1990, Incháustegui decidió postular al Senado de la República por el Frente Democrático y fue elegido con 87,451 votos, siendo luego juramentado para el periodo parlamentario 1990-1995. Sin embargo, su cargo terminó siendo disuelto el 5 de abril de 1992 tras el autogolpe de estado decretado por el entonces presidente Alberto Fujimori, donde Incháustegui formó parte de la oposición al gobierno fujimorista junto con los parlamentarios disueltos.
Para las elecciones generales del año 1995, Incháustegui fue candidato a la primera vicepresidencia en la plancha presidencial de Raúl Diez Canseco por Acción Popular. Sin embargo, solo recibieron 1.64 % de los votos tras la reelección de Alberto Fujimori a la presidencia de la república.

### Gobierno de Valentín Paniagua
Luego de la caída del gobierno de Alberto Fujimori, Juan Incháustegui fue convocado por el presidente interino Valentín Paniagua para luego ser juramentado como nuevo titular del Ministerio de la Presidencia.
Permaneció en el cargo hasta el 18 de enero del 2001, donde luego asumió el Ministerio de Industria, Turismo, Integración y Negociaciones Comerciales Internacionales en intercambio con el también ministro Emilio Navarro Castañeda.
Estuvo en el cargo hasta el final del gobierno de transición el 28 de julio de 2001.

## Fallecimiento
Falleció el 16 de febrero del 2019, a los 80 años.